# Toni Mrlak
Toni Mrlak (uradno Anton Mrlak), slovenski vojaški pilot, * 3. januar 1950, † 27. junij 1991, Rožna dolina, Ljubljana.
Mrlak, častnik JLA in pilot helikopterja, je bil med slovensko osamosvojitveno vojno sestreljen nad Rožno dolino, med poletom nad železnico ob Tivoliju z neoboroženo Gazello v sestavi JLA, s katero je prevažal kruh enotam v vojašnico JLA na Vrhniki s kopilotom tehnikom letalcem Bojančetom Sibinovskim.
Draga Potočnjak v knjigi Skrito povelje podrobno opisuje in dokazuje, da je bil helikopter sestreljen namerno in da je bilo izdan ukaz premišljen. Na pobudo tedanjega sekretarja za obrambo Janeza Janše je Anton Krkovič izdal ukaz za sestrelitev. Anton Krkovič je trdil, da s podatkom o nameri in identiteti pilota helikopterja ni razpolagal. Namen je bil predvsem v psihološkem smislu, saj naj bi s sestrelitvijo helikopterja pripadniki TO dokazali, da lahko uničujejo tudi cilje v zraku.
S pilotom Jožetom Kalanom in tehnikom Bogomirjem Šuštarjem se je Mrlak pred tem dogovarjal za prebeg na slovensko stran z dvema helikopterjema, a za prepoved poletov nad Ljubljano ni vedel. Med usodno nalogo so njegov helikopter nad Rožno dolino zadeli pripadniki Teritorialne obrambe (TO), konkretneje 30. razvojna skupina (kasneje preimenovana v 1. specialno brigado MORiS), na povelje Toneta Krkoviča, s prenosno raketo, izstreljeno z Iskrine stolpnice na Trgu republike. Krkovič je povelje izdal po navodilu tedanjega sekretarja za obrambo Janeza Janše.
Krkovič in njegovi nadrejeni so trdili, da naj bi krožil v ožji branjeni zoni teritorialne obrambe Ljubljane in preletaval nad samim sedežem poveljstva. V resnici je Mrlak proti Vrhniki kot ponavadi letel nad železnico ob Tivoliju in je progi nameraval slediti čez vse Barje do vrhniške vojašnice, kamor sta s Sibinovskim peljala kruh za vojake. Pot Mrlakovega helikopterja je v knjigi Skrito povelje podrobno opisana in tudi prikazana na zemljevidu.
Temeljno javno tožilstvo v Ljubljani, ki je primer obravnavalo, ni ugotavljalo, ne kdo je streljal, ne kdo je izdal povelje, ne kdaj se je to zgodilo, niti od kod so streljali na helikopter, čeprav so ljubljanski kriminalisti sam dogodek raziskali in, kot je običajno, izsledke poslali tožilstvu. Vodja tožilstva Tomaž Miklavčič je sestrelitev kvalificiral kot "padec helikopterja" in jo že februarja 1992 dal v arhiv. Tožilec Miklavčič je tudi pozneje deloval politično pristransko oz. oviral kazenske postopke zoper Janeza Janšo in krog njegovih sodelavcev (zlasti pripadnike specialne brigade MORiS), npr. pri preiskavi bombe, podstavljene pod avto Zmaga Jelinčiča, v sodelovanju z Barbaro Brezigar pri aferi Depala vas in prav tako pri drugih preiskavah v zvezi z nelegalno trgovino z orožjem in drugimi kaznivimi dejanji pripadnikov enote MORiS.
Kljub dejstvu, da je bil Mrlak sestreljen bodisi zaradi napake (nekoordiniranost Kacina in Janše) bodisi celo namerno zaradi Janševega navodila, so odgovorni Mrlaka po koncu osamosvojitvene vojne sistematično blatili, tako da so ga omenjali zgolj kot pripadnika JLA in zamolčevali njegovo sodelovanje s TO. Mrlakova družina si je za njegovo rehabilitacijo prizadevala skoraj celo desetletje. Status padlega za samostojno Slovenijo mu je bil priznan šele leta 2000.
Na kraju sestrelitve je bil leta 1994 postavljen spomenik, za katerega je država slabo skrbela, zato sta skrb zanj prevzeli Območna zveza veteranov vojne za Slovenijo Ljubljana in Policijsko veteransko društvo Sever Ljubljana.
Mrlakova vdova je kasneje sprožila kazenski pregon Krkoviča, a je Okrožno sodišče v Ljubljani zavrnilo zahtevo po uvedbi preiskave. Sprejelo je namreč razlago, da Krkovič za Mrlakove načrte ni vedel, in razsodilo, da je helikopter v trenutku sestrelitve letel po navodilih poveljnikov JLA, zaradi česar je predstavljal legitimno vojaško tarčo.